# Sarona kau
Sarona kau är en insektsart som beskrevs av Asquith 1994. Sarona kau ingår i släktet Sarona och familjen ängsskinnbaggar. Inga underarter finns listade i Catalogue of Life.